# Actio pauliana
De actio pauliana (pauliaanse vordering) is het recht om op te komen tegen rechtshandelingen van een schuldenaar waardoor diens schuldeisers worden benadeeld. Het gaat bijvoorbeeld om situaties waarin de schuldenaar (in het zicht van een faillissement) bezittingen voor een veel te laag bedrag heeft verkocht aan een stroman, waardoor schuldeisers geen verhaal meer kunnen halen op die bezittingen.
De actio pauliana heeft zijn oorsprong in het Romeinse recht.

## Romeins recht
De actio pauliana uit het Romeinse privaatrecht vindt men in de Digesten van Justinianus (D. 22, 1, 38, 4) en is een samensmelting van de eerdere bevoegdheid van de praetor om in integrum restitutio te bevelen en het interdictum fraudatiorum. De naam 'Pauliana' verwijst naar een van de samenstellers van de Digesten Julius Paulus.
De eerstgenoemde bevoegdheid strekte tot het terugbrengen in de faillissementsboedel van hetgeen daaruit ter benadeling van de crediteuren aan derden gegeven is, tijdens de executie. Het laatstgenoemde interdict strekte ertoe om benadeelde schuldeisers na de executie een rechtsmiddel te geven tegen hen die van de benadeling profijt getrokken hadden.
Met de actio pauliana konden de benadeelde crediteuren binnen een jaar het in de boedel terugbrengen van goederen vorderen en, indien sedert de benadeling reeds een jaar verstreken was, schadevergoeding van degenen die van de benadeling profijt getrokken hadden. De schadevergoeding kon niet meer dan het beloop van het genoten profijt bedragen.

## Situatie in Nederland
Voor een beroep op de actio pauliana gelden in het algemeen de volgende vereisten:
1. Er is sprake van een onverplichte rechtshandeling. Hiermee wordt bedoeld dat de rechtshandeling is verricht zonder dat daartoe een op wet of overeenkomst berustende verplichting bestaat.[2]
2. Eén of meer schuldeisers zijn door de rechtshandeling benadeeld in hun verhaalsmogelijkheden. Hiervan is in ieder geval sprake indien een schuldeiser door de rechtshandeling minder ontvangt dan zonder die rechtshandeling het geval zou zijn.[3]
3. De debiteur en degene tot wie de rechtshandeling is gericht, wisten of behoorden te weten dat één of meer schuldeisers hierdoor zouden worden benadeeld.[4]

Het Nederlands recht onderscheidt drie vormen van de actio pauliana:
1. De algemene of BW-pauliana, zie artikel 45 tot en met 48 van boek 3 van het Burgerlijk Wetboek;
2. De faillissementspauliana, zie artikel 42 tot en met 51 van de Faillissementswet;
3. De erfrechtpauliana, zie artikel 205 van boek 4 van het Burgerlijk Wetboek.

Deze drie vormen kennen ieder hun eigen regeling. De algemene pauliana kan worden ingesteld door iedere schuldeiser van de debiteur die is benadeeld door de paulianeuze rechtshandeling. In faillissement is slechts de curator bevoegd tot het instellen van de (faillissements)pauliana. De curator kan in bijzondere omstandigheden de actio pauliana zelfs inroepen ten aanzien van verplichte rechtshandelingen. De erfrechtpauliana kan worden ingesteld door schuldeisers van een erfgenaam die een nalatenschap heeft verworpen, wanneer zij door de verwerping klaarblijkelijk zijn benadeeld. Op hun verzoek kan de rechtbank bepalen dat de nalatenschap mede in hun belang zal worden vereffend, en kan een vereffenaar worden benoemd.
Een debiteur die een paulianeuze rechtshandeling verricht, kan onder bepaalde voorwaarden strafbaar zijn.

## Situatie in België

### Gemeenrechtelijke pauliaanse vordering
De actio pauliana wordt beschreven in het Burgerlijk Wetboek, artikel 1167 Oud BW (thans artikel 5.243 BW), dat kort en bondig stelt dat "derden" - bedoeld worden degenen die geen partij zijn bij een overeenkomst (of contract) - "ook in hun eigen naam kunnen opkomen tegen de handelingen die hun schuldenaar verricht heeft met bedrieglijke benadeling van hun rechten". Art. 1167 BW spreekt over handelingen, wat veel ruimer is dan een contract.

#### Voorwaarden
Er moet, afhankelijk van de situatie, voldaan worden aan drie tot vier cumulatieve voorwaarden opdat de benadeelde schuldeiser een pauliaanse vordering kan instellen:
1. de schuldeiser die de actio pauliana instelt, moet titularis zijn van een schuldvordering die dateert van voor de datum waarop de aangevochten handeling werd verricht, de schuldvordering moet m.a.w. ouder zijn dan de handeling;
2. de schuldeiser die de actio instelt moet benadeeld worden: het moet voor hem moeilijker worden om zijn schuldvordering nog te kunnen verhalen op de schuldenaar; het vermogen moet m.a.w. zijn verarmd;
3. de benadeling moet het gevolg zijn van een bedrieglijke handeling van zijn SA;
4. bij handelingen ten bezwarende titel moet de persoon wie de SA contracteerde doelbewust deelnemen aan het pauliaans bedrog.

De vierde voorwaarde is niet van tel bij rechtshandelingen om niet (d.w.z. rechtshandelingen waartegenover geen tegenprestatie staat, zoals het geval is bij een schenking).
Indien het ene goed het vermogen van de schuldenaar verlaat voor een ander goed (bijvoorbeeld een geldsom) die de werkelijke, marktconforme economische waarde weerspiegelt van het vermogen verlatende goed, dan zal de pauliaanse vordering worden afgewezen aangezien de schuldvordering van de schuldeisers evengoed kunnen worden uitgewonnen op het nieuwe goed.

In het Nieuw Burgerlijk Wetboek
Het Nieuw Burgerlijk Wetboek (officieel het Burgerlijk Wetboek), boek 5, is sedert 1 januari 2023 in werking getreden bij wet van 28 april 2022 houdende invoeging van boek 5 'Verbintenissen' van het Burgerlijk Wetboek dat werd bekendgemaakt in het Belgisch Staatsblad op 1 juli 2022. 
De bekende actio pauliana staat thans vervat in artikel 5.243 BW. Bij actio pauliana, of de pauliaanse vordering,  handelt de schuldeiser (B) in eigen naam tegen een rechtshandeling van zijn schuldenaar (A) dewijl de schuldenaar het verhaalsrecht van zijn schuldeiser op een bedrieglijke manier minimaliseert, ofschoon, miskent. De schuldeiser (B) is in dit verhaal een derde. Ergo heeft de schuldenaar (A) een andere verbintenis tot stand laten komen (C) na die van de schuldeiser (anterioriteitsvereisten). Niettegenstaande de contractuele rechtsverhouding van de eerste schuldeiser, handelt de schuldenaar bedrieglijk. De schuldeiser (B) moet het ruime begrip bedrog zelf bewijzen door aan te tonen dat de schuldenaar zich abnormaal heeft gedragen. Met andere woorden, de schuldenaar (A) heeft zich niet gedragen als een voorzichtig en redelijk persoon. 
Er moet ook benadeling zijn. De schuldenaar (A) minimaliseert de mogelijke inkomensvermogen van de gestelde rechtshandeling (die met C), opdat de schuldeiser (B) zich moeilijker kan beroepen. Evenzo moet C bij rechtshandelingen onder bezwarende titel te kwader trouw zijn. Dit houdt in dat hij (C) wist of behoorde te weten dat de rechtshandeling van de schuldenaar (A) de schuldeiser (B) zou benadelen. Bij rechtshandeling onder ten kosteloze titel geldt dat vereiste ( van te kwader trouw) niet, dewijl tussen A en C geen wederkerig contract is ontstaan wordt C niet economisch benadeeld.  
Actio pauliana is één van  twee uitzonderingen op de tegenwerpelijkheid jegens derden.

### Faillissementspauliana
Artikel XX.114 Wetboek van Economisch Recht luidt:

Handelingen of betalingen verricht met bedrieglijke benadeling van de rechten van de schuldeisers kunnen niet worden tegengeworpen onverschillig op welke datum zij hebben plaatsgehad.

Dezelfde voorwaarden gelden als in het gemeen recht.

## Duits recht
In Duitsland kan het verlenen van surseance van betaling veel risico met zich meebrengen. Als de rekening later toch betaald wordt, maar nog later gaat de debiteur failliet, kan dit als paulianeus handelen worden gezien. De curator kan eisen dat dit bedrag weer wordt terugbetaald en dit kan tot tien jaar terug. Veel Nederlandse ondernemers die zaken doen in Duitsland zijn hier niet mee bekend.

## Actualiteit
De werking van faillissementsrechtinstrumenten actio pauliana blijkt uit een onderzoek van het Centraal Bureau voor de Statistiek (CBS)/ auteur Luttikhuis die schrijft over de herziening faillissementswet 2007. Als een curator een vermoeden heeft van schuldeisersbenadeling, leidt dit in 33% (rechtspersonen) resp. in 19% (natuurlijke personen) tot een opbrengst voor schuldeisers.